# Pterotricha linnaei
Pterotricha linnaei är en spindelart som först beskrevs av Jean Victor Audouin 1826.  Pterotricha linnaei ingår i släktet Pterotricha och familjen plattbuksspindlar.
Artens utbredningsområde är Egypten. Inga underarter finns listade i Catalogue of Life.